# 西固紫菀
西固紫菀（学名：Aster sikuensis）为菊科紫菀属的植物，为中国的特有植物。分布在中国大陆的甘肃、四川等地，生长于海拔800米至2,300米的地区，多生长于干燥坡地以及石砾地，目前已由人工引种栽培。